# Beaumont (Alta Savoia)
Beaumont és un municipi francès situat al departament de l'Alta Savoia i a la regió d'Alvèrnia-Roine-Alps. L'any 2007 tenia 1.968 habitants.

## Demografia

### Població
El 2007 la població de fet de Beaumont era de 1.968 persones. Hi havia 765 famílies de les quals 188 eren unipersonals (68 homes vivint sols i 120 dones vivint soles), 209 parelles sense fills, 312 parelles amb fills i 56 famílies monoparentals amb fills.
La població ha evolucionat segons el següent gràfic:
Habitants censats

### Habitatges
El 2007 hi havia 917 habitatges, 772 eren l'habitatge principal de la família, 95 eren segones residències i 50 estaven desocupats. 699 eren cases i 217 eren apartaments. Dels 772 habitatges principals, 559 estaven ocupats pels seus propietaris, 193 estaven llogats i ocupats pels llogaters i 19 estaven cedits a títol gratuït; 11 tenien una cambra, 64 en tenien dues, 105 en tenien tres, 182 en tenien quatre i 411 en tenien cinc o més. 706 habitatges disposaven pel capbaix d'una plaça de pàrquing. A 275 habitatges hi havia un automòbil i a 457 n'hi havia dos o més.

### Piràmide de població
La piràmide de població per edats i sexe el 2009 era:
| Homes | Edats   | Dones |
| ----- | ------- | ----- |
| 0     | 95 o +  | 0     |
| 0     | 90 a 94 | 12    |
| 4     | 85 a 89 | 8     |
| 0     | 80 a 84 | 4     |
| 20    | 75 a 79 | 12    |
| 16    | 70 a 74 | 24    |
| 24    | 65 a 69 | 12    |
| 20    | 60 a 64 | 28    |
| 36    | 55 a 59 | 24    |
| 60    | 50 a 54 | 36    |
| 40    | 45 a 49 | 56    |
| 52    | 40 a 44 | 64    |
| 72    | 35 a 39 | 84    |
| 48    | 30 a 34 | 36    |
| 44    | 25 a 29 | 40    |
| 24    | 20 a 24 | 16    |
| 32    | 15 a 19 | 36    |
| 52    | 10 a 14 | 32    |
| 60    | 5 a 9   | 80    |
| 28    | 0 a 4   | 20    |

## Economia
El 2007 la població en edat de treballar era de 1.333 persones, 1.062 eren actives i 271 eren inactives. De les 1.062 persones actives 993 estaven ocupades (543 homes i 450 dones) i 69 estaven aturades (23 homes i 46 dones). De les 271 persones inactives 72 estaven jubilades, 86 estaven estudiant i 113 estaven classificades com a «altres inactius».

### Ingressos
El 2009 a Beaumont hi havia 818 unitats fiscals que integraven 2.035 persones, la mediana anual d'ingressos fiscals per persona era de 29.954 €.

### Activitats econòmiques
Dels 68 establiments que hi havia el 2007, 3 eren d'empreses alimentàries, 3 d'empreses de fabricació d'altres productes industrials, 11 d'empreses de construcció, 17 d'empreses de comerç i reparació d'automòbils, 3 d'empreses de transport, 2 d'empreses d'hostatgeria i restauració, 1 d'una empresa d'informació i comunicació, 4 d'empreses financeres, 3 d'empreses immobiliàries, 6 d'empreses de serveis, 11 d'entitats de l'administració pública i 4 d'empreses classificades com a «altres activitats de serveis».
Dels 15 establiments de servei als particulars que hi havia el 2009, 1 era una oficina de correu, 1 una oficina bancària, 1 taller de reparació d'automòbils i de material agrícola, 2 paletes, 3 fusteries, 2 lampisteries, 2 perruqueries, 2 restaurants i 1 saló de bellesa.
Dels 5 establiments comercials que hi havia el 2009, 1 era una botiga de més de 120 m², 1 una botiga de menys de 120 m², 1 una fleca, 1 una peixateria i 1 una sabateria.
L'any 2000 a Beaumont hi havia 14 explotacions agrícoles que ocupaven un total de 455 hectàrees.

## Equipaments sanitaris i escolars
L'únic equipament sanitari que hi havia el 2009 era una farmàcia.
El 2009 hi havia 1 escola maternal i 1 escola elemental.

## Poblacions més properes
El següent diagrama mostra les poblacions més properes.